# Gerlachowska Czuba

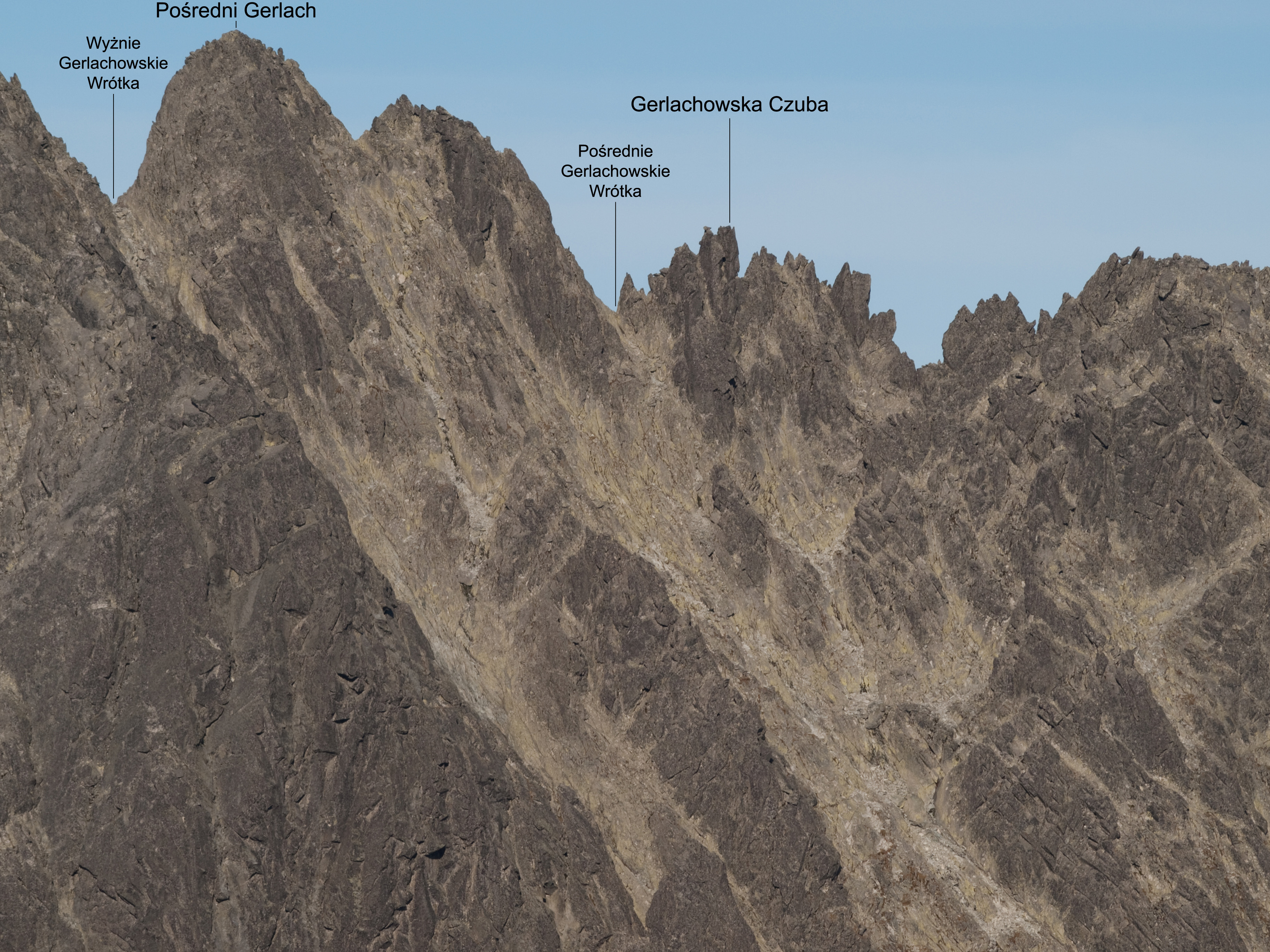
Gerlachowska Czuba (pośrodku) i Pośredni Gerlach (na lewo)

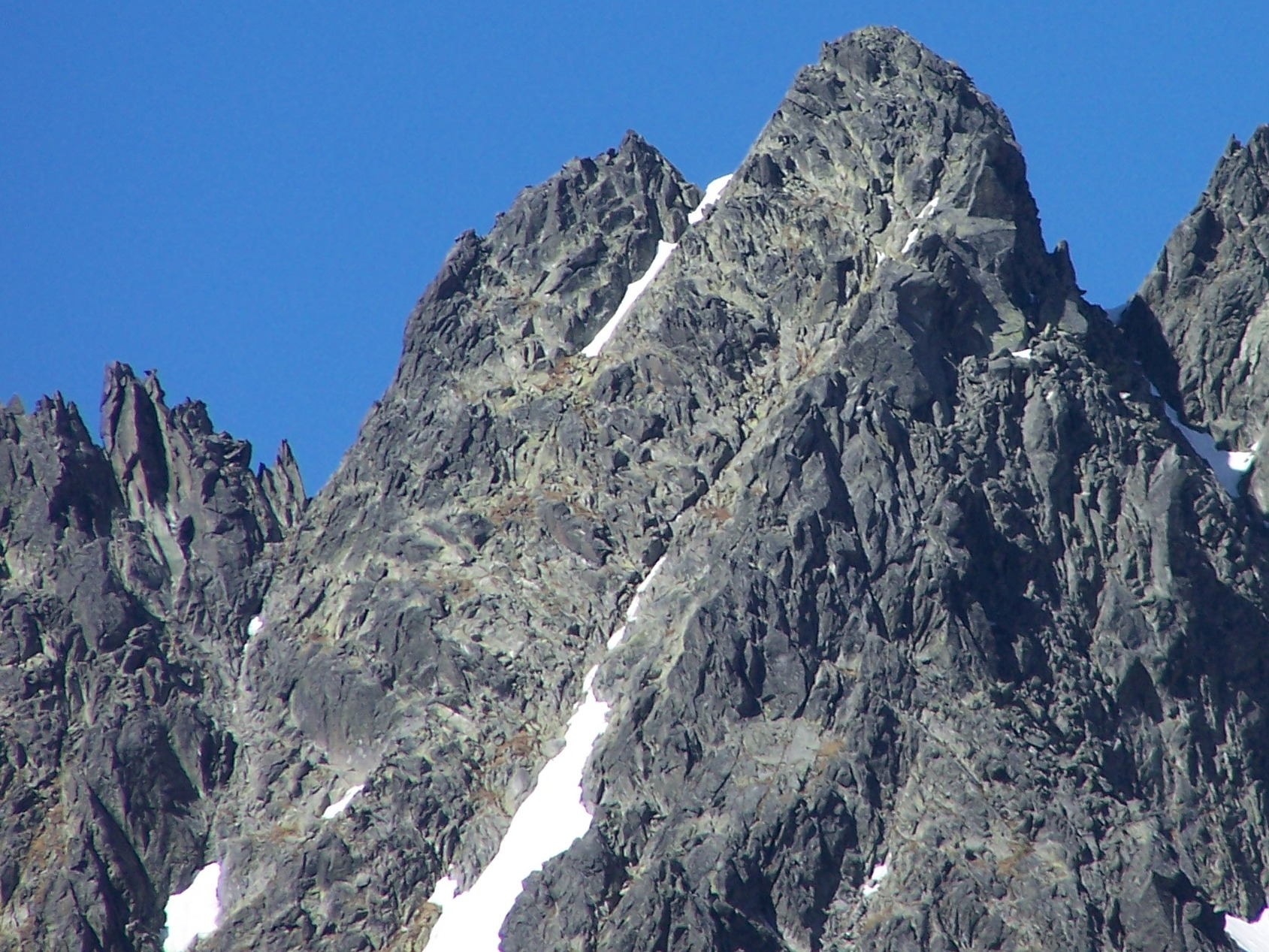
Widok na Gerlachowską Czubę i Pośredni Gerlach ze Staroleśnego Szczytu

Gerlachowska Czuba, Gierlachowska Czuba (słow. Gerlachovský zub) – mocno pozębiona turnia w południowo-wschodniej grani Gerlacha (Gerlachovský štít, 2655 m n.p.m.) w słowackich Tatrach Wysokich. Od dwuwierzchołkowego Pośredniego Gerlacha (Gerlachovská veža, 2642 m) na północnym zachodzie oddzielona jest Pośrednimi Gerlachowskimi Wrótkami (Gerlachovská priehyba), natomiast od Małego Gerlacha (Kotlový štít, 2601 m) na południowym wschodzie – Niżnimi Gerlachowskimi Wrótkami (Štrbina za Kotlovým štítom). Pomiędzy tą ostatnią przełączką a Gerlachowską Czubą wznosi się jeszcze jedna, nienazwana kulminacja o wysokości ok. 2615 m.
Na wierzchołek nie prowadzi żaden szlak turystyczny. Także nieznakowana trasa, którą można dostać się na Gerlach z przewodnikiem górskim, omija Gerlachowską Czubę (jak również Mały i Pośredni Gerlach). Turnia dostępna jest natomiast dla uprawiania taternictwa.
Pierwsze wejście należy prawdopodobnie do Artura Maurera i jego towarzysza, miało miejsce około 1911 roku (wcześniej zapewne turnię tę ze względu na trudności techniczne obchodzono po stronie Doliny Batyżowieckiej).